# دسترسی‌ناپذیری/جلوگیری از دسترسی
دسترسی‌ناپذیری/جلوگیری از دسترسی (به انگلیسی: Anti-access/area denial؛ حروف اختصاری: A2/AD) استراتژی جنگی برای کنترل دسترسی به یک محیط عملیاتی و داخل آن است. دسترسی‌ناپذیری به آن دسته از اقدام‌ها و قابلیت‌ها اشاره دارد که معمولاً دارای برد بلند هستند و برای جلوگیری از ورود نیروی مخالف به یک منطقه عملیاتی طراحی شده‌اند. جلوگیری از دسترسی به آن دسته از اقدام‌ها و قابلیت‌ها اشاره دارد که معمولاً دارای برد کوتاه‌تر هستند و برای محدود کردن آزادی عمل نیروی مخالف در داخل منطقه عملیاتی طراحی شده‌اند. به‌طور خلاصه دسترسی‌ناپذیری یا A2 جلوی حرکت به سمت یک منطقه عملیاتی را می‌گیرد، در حالی که جلوگیری از دسترسی یا AD حرکت در داخل آن منطقه را محدود می‌کند. دسترسی‌ناپذیری/جلوگیری از دسترسی معمولاً به استراتژی‌ای اشاره دارد که توسط یک نیروی ضعیف‌تر برای دفاع در برابر نیرویی با مهارت برتر استفاده می‌شود، هرچند یک نیروی قوی‌تر نیز می‌تواند از استراتژی دسترسی‌ناپذیری/جلوگیری از دسترسی استفاده کند.

## استراتژی کشورهای مختلف

### ایالات متحده
استراتژی دسترسی‌ناپذیری/جلوگیری از دسترسی (A2/AD) یکی از نگرانی‌های مهم سیاست ایالات متحده است. این استراتژی را نیروهای ضعیف‌تر می‌توانند به‌عنوان یک سلاح و روش دفاعی علیه ارتش آمریکا به کار گیرند. ارتش ایالات متحده بر این باور است که پذیرش استراتژی‌های دسترسی‌ناپذیری/جلوگیری از دسترسی توسط دشمنان «به احتمال زیاد چالش عملیاتی دشواری خواهد بود که نیروهای آمریکایی در دهه‌های آینده با آن روبرو خواهند شد.» وزارت دفاع آمریکا مفهوم «نبرد مشترک هوا-دریا» را برای شکست دادن دشمنان در طیف وسیعی از عملیات نظامی مانند دشمنان مجهز به قابلیت‌های پیشرفته دسترسی‌ناپذیری و جلوگیری از دسترسی توسعه داده است.
دریابد جان ریچاردسون، رئیس عملیات دریایی دربارهٔ ابهام اصطلاح دسترسی‌ناپذیری/جلوگیری از دسترسی یا A2/AD اظهار نظر کرده و گفته است: «برای برخی A2/AD واژه‌ای رمزآلود است که به منطقه‌ای غیرقابل نفوذ اشاره دارد که نیروها تنها با خطرات بسیار شدید می‌توانند وارد آن شوند. برای دیگران A2/AD به خانواده‌ای از فناوری‌ها اشاره دارد. برای عده‌ای دیگر یک استراتژی است. به‌طور خلاصه A2/AD یک اصطلاح است که به‌صورت آزادانه و بدون تعریف دقیق به کار می‌رود و در زمینه‌های مختلف سیگنال‌های مبهم یا متناقضی ارسال می‌کند. نیروی دریایی از استفاده از اصطلاح A2/AD به‌عنوان یک اختصار مستقل که ممکن است برای افراد مختلف معانی متفاوتی داشته باشد یا تقریباً برای هرکسی معنایی داشته باشد اجتناب خواهد کرد."

### چین
جمهوری خلق چین یک استراتژی چندوجهی دسترسی‌ناپذیری/جلوگیری از دسترسی (A2/AD) را به کار گرفته است تا از ورود یا اقدام نیروهای دشمن در آب‌هایی که طبق خط نه‌گانه آن را آب‌های سرزمینی خود می‌داند جلوگیری کند یا آن‌ها را بازدارد. گفته می‌شود انگیزه اولیه برای این استراتژی اعزام دو گروه نبرد ناو هواپیمابر ایالات متحده به منطقه در واکنش به آزمایش‌ها و مانورهای چین برای احتمال حمله به تایوان در سال ۱۹۹۵ بود که نیروی دریایی چین عملاً به آن پاسخی نداد. تمرکز اصلی استراتژی A2/AD چین بر روی ممانعت دریایی از طریق موشک است (همچنین به بند مرتبط با دریا مراجعه کنید)، اما زیردریایی و هواپیما نیز در این استراتژی نقش دارند. قابلیت‌های ممانعت چین برای جلوگیری کامل از حضور نیروهای ژاپنی و آمریکایی در دریای چین جنوبی کافی نیست؛ اما به اندازه‌ای قدرت دارد که در صورت وقوع جنگ برای اشغال تایوان تلفات سنگینی وارد کند.

## دریا

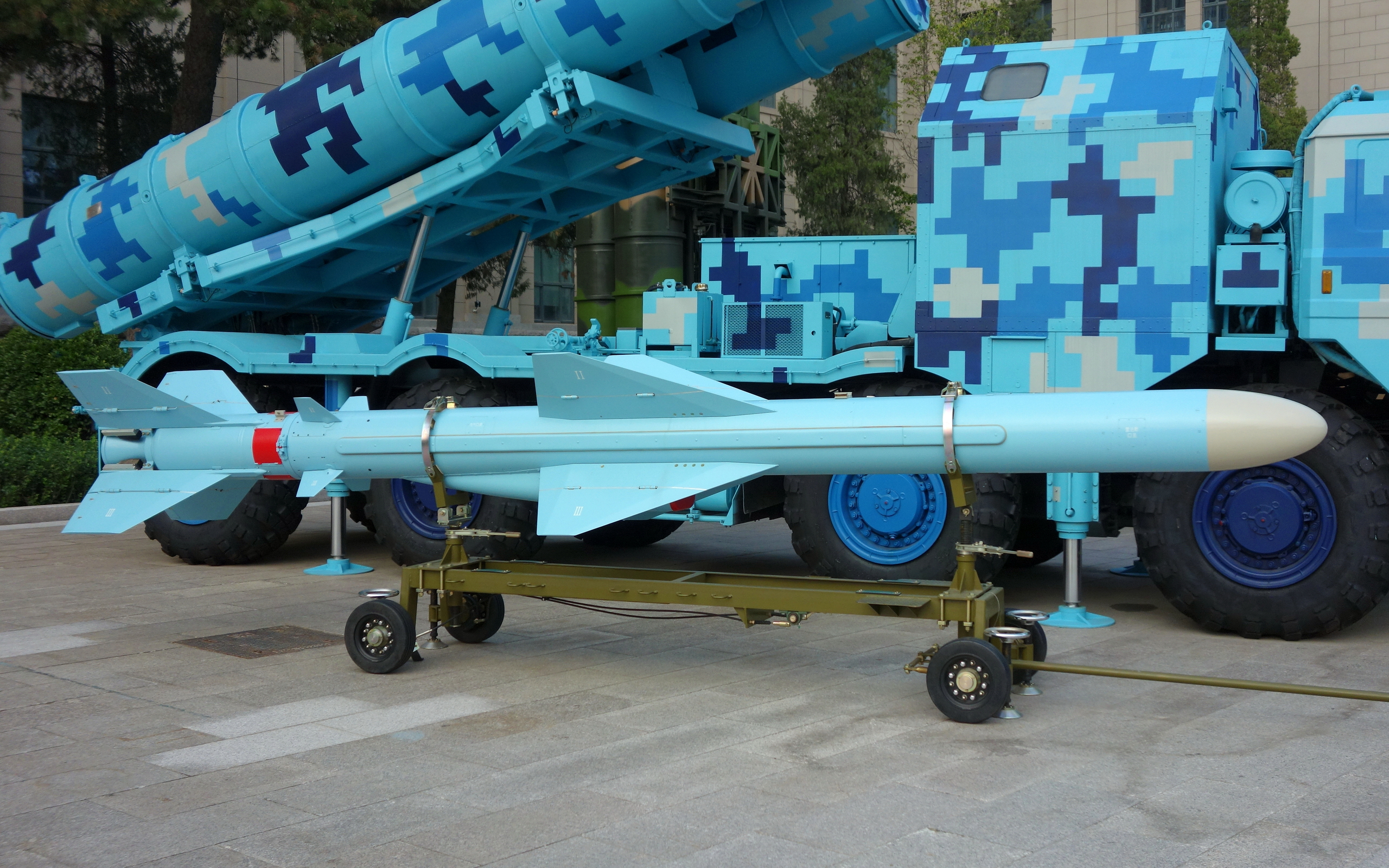
موشک KD-88 ضدکشتی بخشی از تسلیحات A2/AD چین است.

مفهوم دسترسی‌ناپذیری/جلوگیری از دسترسی مدت‌ها توسط نیروی‌های دریایی تحت عناوینی مانند «فرماندهی دریاها» و «کنترل خطوط ارتباطی دریایی» به کار رفته است. A2/AD دریایی معمولاً از ویژگی‌های جغرافیایی مانند گلوگاه‌ها یا آب‌های اطراف جزایر برای محدود کردن دسترسی استفاده می‌کند. محاصره یک نمونه از عملیات ضد دسترسی دریایی است.
موشک‌های ضدکشتی روش مدرنی برای جلوگیری از حمله احتمالی دشمن از طریق دریا هستند. چین، روسیه، کره شمالی، سوریه و ایران همگی چنین تسلیحاتی را توسعه داده یا وارد کرده‌اند تا استراتژی A2/AD مدرنی را برای مقابله با قدرت‌نمایی ایالات متحده در آب‌های نزدیک ایجاد کنند. در واکنش به تلاش چین برای توسعه این قابلیت‌های A2/AD، ایالات متحده دکترین «نبرد هوایی-دریایی» را توسعه داده است. سایر روش‌های انکار منطقه در سطح استراتژیک شامل ناوهای هواپیمابر، زیردریایی‌ها، موشک‌های زمین به هوا، موشک‌های بالستیک، موشک‌های کروز، جنگ الکترونیک و هواپیماهای رهگیر است. مین، زیردریایی‌های ساحلی و کشتی‌های تهاجمی می‌توانند در مناطق ساحلی به کار گرفته شوند. سایر سیستم‌های انکار منطقه شامل موشک‌های کروز، هواپیماهای حمله دوربرد، مین و توپخانه‌های دفاع ساحلی هستند. اصطلاح A2/AD در سال ۲۰۰۳ برای توصیف تهدیداتی که توسط سیستم‌های موشکی برد بلند، مهمات دقیق و فناوری ماهواره‌ای ایجاد می‌شوند و عملیات نظامی در مناطق ساحلی را برای نیروهای دریایی مدرن دشوار می‌سازند ابداع شد.

## زمین
تهدیدات ضد دسترسی برای نیروهای زمینی شامل «موشک‌های بالستیک تئاتری، موشک‌های کروز، راکت‌ها و توپخانه‌های دوربرد، جنگ‌افزارهای کشتار جمعی و سایر روش‌های نامتعارف، و عملیات اطلاعاتی» است. استراتژی‌های A2/AD زمینی اغلب از ویژگی‌های جغرافیایی طبیعی یا پل‌هایی که می‌توانند از عملیات ضد دسترسی حمایت کنند، بهره می‌برند. عملیات انکار منطقه‌ای مبتنی بر زمین توانایی دشمن را با تکنیک‌هایی مانند آتش‌های مزاحم، فریبکاری، و تاکتیک‌های مشابه جنگ چریکی که از رویارویی مستقیم اجتناب می‌کنند، تضعیف می‌کند. تکنیک‌های انکار منطقه‌ای مبتنی بر زمین همچنین شامل حملات توپخانه‌ای، راکتی و موشکی، میدان‌های مین و عوامل شیمیایی، بیولوژیکی، پرتوی و هسته‌ای می‌شوند.

## هوا
منطقه پرواز ممنوع نمونه‌ای از استراتژی A2/AD در هوا است که دسترسی به بخشی از حریم هوایی را ممنوع می‌کند. A2/AD می‌تواند با سامانه‌های موشک زمین به هوا مانند اس-۳۰۰ و اس-۴۰۰ پشتیبانی شود. تهدید موشک‌های کروز و بالستیک علیه پایگاه‌های هوایی پیشرو نیز می‌تواند عملیات جلوگیری از دسترسی را اعمال کند.
1. 1 2 3 4 5 6 7 8 9  Russell, Alison Lawlor (2017). "Historical Perspective of A2/AD Strategy". Strategic A2/AD in Cyberspace: 11–25. doi:10.1017/9781316817001.002. ISBN 978-1-316-81700-1.
2. 1 2 3 4  Krepinevich, Andrew; Watts, Barry; Work, Robert (2003). Meeting the anti-access and area denial challenge (PDF). Center for Strategic and Budgetary Assessments Washington, DC.
3. 1 2  Joint Operational Access Concept (JOAC) (PDF). Department of Defense. 17 January 2012.
4. ↑  Department of Defense Authorization for Appropriations for Fiscal Year 2012 and the Future Years Defense Program. Washington, DC: US Government Printing Office. 17 February 2011. p. 522.
5. 1 2  Tangredi, Sam (2013). Anti-access warfare: countering anti-access and area-denial strategies. Naval Institute Press. ISBN 978-1-61251-187-0.
6. ↑  U.S. Department of Defense (February 2010). Quadrennial Defense Review Report (PDF). Archived (PDF) from the original on 23 September 2015. Retrieved 3 October 2012.
7. ↑  Richardson, Adm. John (October 3, 2016). "Deconstructing A2AD". The National Interest.
8. ↑  Lake, Jon (2023-03-14). "China's Stealthy Area Denial". Asian Military Review. Retrieved 2024-02-27.
9. 1 2  Romero Meraner, Fabian-Lucas (2023-02-09). "China's Anti-Access/Area-Denial Strategy". The Defence Horizon Journal. Retrieved 2024-02-27.
10. ↑  Yevtodyeva, M. G. (2022). "Development of the Chinese A2/AD System in the Context of US–China Relations". Herald of the Russian Academy of Sciences. 92 (Suppl 6): S534–S542. doi:10.1134/S1019331622120048. S2CID 252600538.
11. ↑  Kazianis, Harry. "Anti-Access Goes Global". The Diplomat. Retrieved 2011-12-29.
12. ↑  Ben, Ho Wan Beng (15 November 2018). "Are Aircraft Carriers Still Relevant?". The Diplomat. James Pach. Retrieved 14 January 2019.
13. ↑  Freier, Nathan (17 May 2012). "The Emerging Anti-Access/Area-Denial Challenge". Center for Strategic & International Studies. Retrieved 14 January 2018.
14. ↑  Concepts for the Objective Force. Washington, DC: Office of the Chief of Staff (Army-HQ). 2001-11-01.